# Життєвий простір на Сході

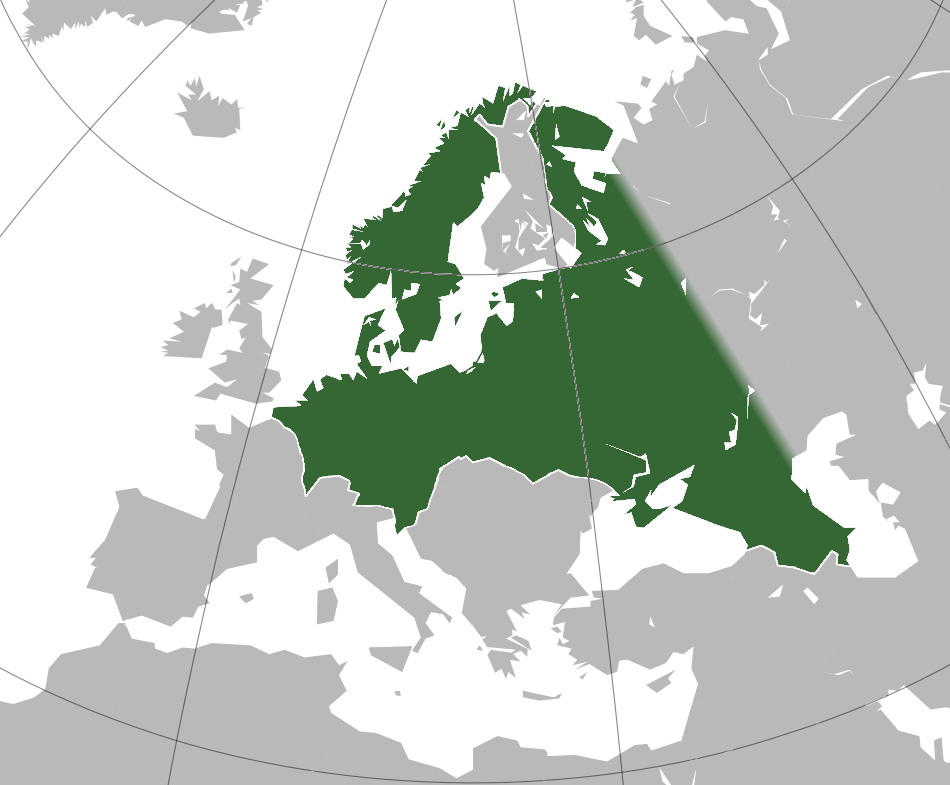
Мапа Великого Рейху

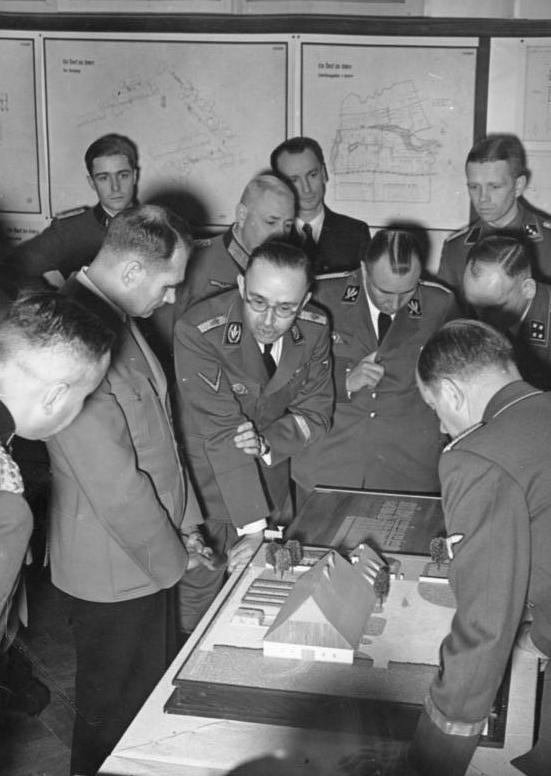
План «Ост». Обговорення питання створення нових німецьких поселень на Сході

Життє́вий про́стір на Схо́ді (нім. Lebensraum im Osten) — термін націонал-соціалістичної пропаганди, що відображала плани заселення германськими, зокрема німецькими народами (у націонал-соціалістичному погляді — арійцями) територій у Східній Європі. Уперше цей термін з'явився ще у вільгельмінську епоху, але нацистський рух у Німеччині надав йому расовий контекст. Намагання отримати у володіння величезні території «народу без простору» (нім. Volk ohne Raum) стало ідеологічним підґрунтям Плану «Ост», розробленого Генріхом Гіммлером. У його рамках була передбачена великомасштабна депортація «расово небажаного» населення, його повне психологічне і збройне підкорення; абсолютна економічна експлуатація.

## Передісторія
Фрідріх Ратцель (1844—1904) ввів у вживання у своїх наукових працях «Політична географія» (1897) і «Життєвий простір» (1901). При цьому він переніс відомі теорії Чарлза Дарвіна про боротьбу за виживання у тваринному світі та стосунки між народами й расами та описував держави як живих істот, які перебувають у постійній боротьбі за життєвий простір, а подальше їхнє існування залежить від наявності цього простору.
Термін підхопили Фьолькіше бевегунг (нім. Völkische Bewegung) — націоналістичний рух в Німеччині кінця XIX — початку XX століття — та Всенімецький союз (нім. Alldeutscher Verband). Цей термін використовувався у зв'язку із численними на той час німецькими меншинами у Східній Європі (Фольксдойче) і планами їхньої експансії. Вважалося, що землі, які їм належали, не повинні були бути втрачені, а ціллю мало бути заснування нових поселень. Ставлення до заморських колоній Німецької імперії при цьому було негативним. Німецька колоніальна політика розглядалася виключно як меркантильна і єврейська. Вважалася необхідним наявність простору для «всенімецьки» орієнтованої «поселенської політики у великому масштабі» — розглядалися не позаєвропейські колонії, а Схід, який безпосередньо межував із «німецькою Вітчизною». Вважалося, що доля німців указує на Схід. Німецькі емігранти в Америку повинні були бути направлені на Схід. Домінував ідеал Фьолькіше бевегунг — чистокровна німецька держава на «народній землі» країн Центральної і Східної Європи, заселеної німецькими селянами і ремісниками, батьками «майбутніх воїнів».
Уже 1875 року Пауль Антуан де Лагард висунув своє бачення німецької держави, кордони якої простягаються
на заході від Люксембурга до Бельфора, на сході від Німана до «стародавніх готських земель» Причорномор'я, на півдні з виходом до Адріатичного моря і з потенціалом розширення в Малу Азію
Сильного поширення набула ідея простору на сході у 1926 році з виходом роману Ганса Грімма «Народ без простору» (нім. Volk ohne Raum)

## Майн кампф
У книзі Адольфа Гітлера «Моя боротьба» (Mein Kampf), яка вийшла 1925 року, в окремому розділі «Східна орієнтація або Східна політика» було описано плани із захоплення східних земель майбутнього фюрера. Гітлер закликав «добути для німецького народу землі, на які у нього є обґрунтоване право»
| Ми, націонал-соціалісти, повністю свідомо ставимо хрест на всій зовнішній політиці довоєнного часу. Ми хочемо повернутися до того пункту, на якому перервався наш старий розвиток 600 років тому. Ми хочемо призупинити одвічну німецьку експансію на південь і на захід Європи та впевнено вказуємо пальцем у бік територій, розташованих на сході. Ми остаточно пориваємо з колоніальною і торговою політикою довоєнного часу й свідомо переходимо до політики завоювання нових земель у Європі Коли ми говоримо про завоювання нових земель в Європі, ми, звісно, можемо мати на увазі в першу чергу тільки Росію та підвладні їй прикордонні держави.[3] |
У цьому ж розділі «Східна орієнтація або Східна політика» книги Майн кампф Гітлер зазначав, що слов'яни є нижчою расою.

## Ключові документи
Численні ключові документи демонструють, наскільки послідовно Гітлер дотримувався своїх цілей щодо експансії на Схід.
- Вимога щодо набування нових земель (колоній), які наче потрібні для утримання та розселення надлишкового населення німців була викладена у третьому пункті програми НСДАП, прийнятої 1 квітня 1920 року.

- Одразу після приходу до влади Гітлер представив при зустрічі з генералами в будинку генерала Гаммерштейна-Екворда 3 лютого 1933 року свою програму життєвого простору. Із записки генерала Карта Лібмана:

| Як ми повинні використовувати політичну владу? Ще рано про це говорити. Можливо, для отримання нових можливостей для експорту, а можу — що ще краще — для завоювання нового життєвого простору на Сході і його безцеремонного онімечування.[5] |
- В таємному тексті, присвяченому чотирилітньому плану з озброєння, в якому Гітлер вимагав, щоби німецька армія і німецька економіка через чотири роки була готова до війни, було сказано:

| Остаточне рішення полягає у розширенню життєвого простору і продовольчо-сировинної бази нашого народу. Завдання політичного керівництва у тому, щоб якнайшвидше вирішити це питання.[6] |
- 5 листопада 1937 року Гітлер виголосив промову перед головними представниками вермахту про те, що німецьке просторове питання може бути вирішене тільки за допомогою війни (Протокол Хоссбаха).

- 23 травня 1939 року Гітлер сказав головнокомандувачам:

| Життєвий простір, що відповідає величі держави, є основою будь-якої країни. Якийсь час можна від цього утримуватися, але рано чи пізно вирішення проблем прийде саме собою. Залишається вибір між нарощуванням могутності і падінням. Через 15 або 20 років рішення цього питання стане неминучим. Довше жоден німецький політик не зможе цього уникати.[7] |